# Zdenka Anušić
Zdenka Anušić (Osijek, 27. listopada 1936. – Zagreb, 16. studenog 2012.) bila je hrvatska kazališna, televizijska i filmska glumica.

## Životopis

### Karijera
Zdenka Anušić-Poje rođena je 27. listopada 1936. u Osijeku. Studiranje je započela na Filozofskom fakultetu u Zagrebu, no 1958. godine upisuje smjer glume na Akademiji za kazališnu umjetnost. Diplomirala je 1962. godine u klasi dr. Branka Gavelle. Iste godine postaje članica ansambla Gradskoga dramskog kazališta Gavelle, odakle odlazi u mirovinu 1998. godine.
Od Zdenkinog velikog kazališnog opusa valja izdvojiti uloge Esther u predstavi "Victor ili djeca na vlasti", Cvite u predstavi "Komedija od Raskota", Varive u Držićevom "Skupu", Sonje u "Ujaku Vanji", Marje Jefimovne Grekove u "Drami bez naslova", Stane u "Smrti predsjednika kućnog savjeta", Vratarice u "Sablasnoj sonati" i mnoge druge. Posljednju ulogu koju je odigrala na sceni Gavelle bila je ona u predstavi "Švejk u Drugome svjetskom ratu" 1986. godine.
Od 1966. do 1970. sudjelovala je na Dubrovačkim ljetnim igrama. Na Televiziji Zagreb vodila je televizijsku zabavnu emisiju "Na licu mjesta" zajedno s Dunjom Rajter, Ivicom Krajačem i Fahrom Konjhožićem.

### Privatni život
Bila je prva supruga hrvatskog glumca Ivice Vidovića.
Preminula je 16. studenog 2012. u Zagrebu u dobi od 76 godina.

## Filmografija

### Televizijske uloge
- "Zagrljaj" (1988.)
- "Večernja zvona" kao Nura (1988.)
- "Zagrljaj" (1988.)
- "Smogovci" (1982. i (1996.)
- "Nepokoreni grad" (1982.)
- "Punom parom" (1978.)
- "U registraturi" (1974.)
- "Sam čovjek" kao Tereza (1970.)
- "Veliki i mali" (1970.)
- "Na licu mjesta" kao voditeljica (1963.)
- "NB-21" (1962.)

### Filmske uloge
- "Isprani" (1995.)
- "Krhotine – Kronika jednog nestajanja" kao drugarica (1991.)
- "Velika vrpca" (1990.)
- "Čovjek koji je volio sprovode" (1989.)
- "Večernja zvona" kao Nura (1986.)
- "Rani snijeg u Münchenu" kao žena (1984.)
- "Neobični sako" kao gospođa iz prozora (1984.)
- "Kraljevo" (1981.)
- "Ivanjska noć" kao garderobijerka (1980.)
- "Parnjača" (1979.)
- "Slučaj maturanta Wagnera" (1976.)
- "Knez" kao sobarica (1976)
- "Okreni leđa vjetru" (1972.)
- "Rođendan male Mire" (1972.)
- "Okreni leđa vjetru" (1972.)
- "Baština" (1969.)
- "Zur u Magdelandu" (1968.)
- "Poštanski sandučić" (1968.)
- "Mrtvački ples" (1966.)
- "Mirotvorci" (1966.)
- "Tartuffe" (1965.)
- "Smrt u čizmama" (1964.)
- "Carevo novo ruho" kao sobarica (1961.)
- "Kota 905" kao prodavačica karata (1960.)

## Vanjske poveznice
- Zdenka Anušić u internetskoj bazi filmova IMDb-u (engl.)